# Deutsche Meisterschaft im Feldhockey 1939 (Herren)
In der Saison 1938/39 wurde zum dritten Mal eine Deutsche Meisterschaft im Feldhockey der Herren ausgetragen. Ausrichter war der Nationalsozialistische Reichsbund für Leibesübungen, nachdem der Deutsche Hockey-Bund am 22. Oktober 1933 aufgelöst worden war. Deutscher Feldhockey-Meister wurde der TV Sachsenhausen 1857 durch einen Endspiel-Erfolg in Berlin gegen den Berliner HC.

## Modus
17 Mannschaften hatten sich über die regionalen Meisterschaften für die Endrunde qualifiziert. Die Clubs wurden auf vier Vorrunden-Gruppen verteilt, eine mit fünf, die übrigen mit vier Teams. Die Spiele fanden – wenn nicht anders angegeben – jeweils auf der Anlage des erstgenannten Vereins statt.

## Vorrunde
Gruppe A:

VfK Königsberg – Stettiner HC 2:0

Limburger RV 75 – ETuF Essen 0:2

Hannover 78 – VfK Königsberg 4:1 nach Verlängerung

ETuF Essen – Hannover 78 0:1
Gruppe B:

Harvestehuder THC – Berliner HC 0:2

Ulmer FC 94 – HC Heidelberg 1:3

HC Heidelberg – Berliner HC 1:3
Gruppe C:

THC Breslau – VfB Jena 2:6

TV Sachsenhausen 1857 – Leipziger SC 3:1 nach Verlängerung

VfB Jena – TV Sachsenhausen 1857 2:4 nach Verlängerung
Gruppe D:

Eintracht Dortmund – Bonner THV 1:2

HC Wacker München – HC Währing Wien 3:1

Bonner THV – HC Wacker München 0:2

## Halbfinale
HC Wacker München – TV Sachsenhausen 1857 2:3

Berliner HC – Hannover 78 2:0

## Finale
Berliner HC – TV Sachsenhausen 1857 0:1